# Seninghem
Seninghem là một xã ở tỉnh Pas-de-Calais, vùng Norde-Pas-de-Calais của Pháp.

## Địa lý
Seninghem có cự ly some 10 miles (16 km) phía tây Saint-Omer, trên đường D204 road.

## Dân số
| 1962                                                         | 1968 | 1975 | 1982 | 1990 | 1999 | 2006 |
| ------------------------------------------------------------ | ---- | ---- | ---- | ---- | ---- | ---- |
| 448                                                          | 455  | 467  | 445  | 508  | 519  | 573  |
| Số liệu điều tra dân số từ năm 1962: Dân số không tính trùng |      |      |      |      |      |      |

## Địa điểm nổi bật
- Nhà thờ St.Martin, thế kỷ 17.